# Gare de La Crémade
La gare de La Crémade est une gare ferroviaire française de la ligne de Castelnaudary à Rodez, située au lieu-dit La Crémade sur le territoire de la commune de Saïx, dans le département du Tarn en région Occitanie.
C'est une halte voyageurs, mise en service en 1865 par la Compagnie des chemins de fer du Midi et du Canal latéral à la Garonne (Midi), qui devient une gare de bifurcation en 1888. Elle est définitivement fermée au trafic des voyageurs en 1945. Le bâtiment est toujours présent et réaffecté pour une utilisation privée. 

## Situation ferroviaire
Établie à 165 mètres d'altitude, la gare de bifurcation La Crémade est située au point kilométrique (PK) 358,788 de la ligne de Castelnaudary à Rodez, entre les gares de Soual (fermée), située sur la section déclassée de Revel au PK 356,235, et de Castres. Elle est également l'aboutissement, au PK 297,170, de la ligne de Montauban-Ville-Bourbon à La Crémade, après la gare de Sémalens (fermée), la gare ouverte précédente étant Vielmur-sur-Agout.

## Histoire
La halte de La Crémade est mise en service le 16 avril 1865 par la Compagnie des chemins de fer du Midi et du Canal latéral à la Garonne (Midi), lorsqu'elle ouvre à l'exploitation l'embranchement de Castelnaudary à Castres. En 1869, la recette de la halte est de 3 342,60 Francs.
Elle devient une gare de bifurcation le 4 mars 1888, lorsque la Compagnie du Midi ouvre à l'exploitation la section entre Saint-Sulpice et la halte où elle se raccorde avec la ligne de Castelnaudary à Carmaux.
Elle est officiellement fermée au service des voyageurs le 15 mai 1939 par la Société nationale des chemins de fer français (SNCF), lorsqu'elle ferme ce service sur la section de Castelnaudary à Castres. Néanmoins ce service est exceptionnellement rétabli durant la Seconde Guerre mondiale, le 5 mai 1941 du fait des difficultés à assurer le service routier de remplacement, il est assuré par deux trains mixtes qui font quotidiennement deux fois l'aller et le retour entre Castelnaudary et Castres. Ce service provisoire est fermé à la fin du conflit en 1945.
La section de la ligne entre Revel et La Crémade est fermée au service des marchandises en 1970, puis elle est déclassée et déferrée, en 1985.

## Service des voyageurs
Halte fermée au service des voyageurs

## Patrimoine ferroviaire
Sur le site de la halte, l'ancien bâtiment voyageurs et maison du garde-barrière est devenu une habitation privée.